# Henri Rolland (archéologue)
Pour les articles homonymes, voir Henri Rolland et Rolland.
Henri Rolland, né à Nice le 1er janvier 1887 et mort à Saint-Rémy-de-Provence le 4 décembre 1970, est un archéologue, historien, numismate, généalogiste, écrivain et directeur de revue français. Il a développé ses recherches et ses travaux dans la région Provence.
Spécialiste des sites grecs de Provence, il est correspondant de l'Institut (1938), directeur du Courrier numismatique, directeur de la Circonscription  archéologique d'Aix-en-Provence (Nord).

## Biographie
En 1924, Henri Rolland est membre de la Société française de numismatique. Le conseil de cette société décide le 5 avril 1924 que les comptes rendus des séances lui seront envoyés pour publication dans la revue Le Courrier numismatique.
Ses découvertes sont considérables et connues de tous, comme l'exploration du site d'Ugium, qui sera plus tard Castelveyre, avant de devenir Saint-Blaise et qui correspond peut être à la Mastrabala ou Mastramélè de Pline l'Ancien, qu'il fouille à partir de 1935.
Il fouille le site de Glanum et crée le musée qui en conserve les trouvailles sorties de son sol à Saint-Rémy-de-Provence. Il a formé Maurice Euzennat.
Les résultats de ses travaux les plus importants furent publiés par Gallia et ses suppléments, soit sept ouvrages, huit articles de fond, des chroniques et des notes. Ami d'Albert Grenier, il lui réserve en primeur la publication de ses travaux scientifiques pour sa revue. Il devient membre correspondant de l'Institut de France en 1938.
Membre de la Société préhistorique française, il publie des articles dans son Bulletin. Il est directeur des fouilles à Ollioules de 1946 à 1949. Il fait des communications sur les monnaies de la République romaine trouvées en Gaule aux 27e et 28e congrès se tenant à Perpignan-Saint-Gilles en 1953 et 1954. Il participe en mai 1957 à Dijon au colloque sur les influences hellénistiques en Gaule, et sa communication fera l'objet d'une publication dans les Actes du colloque.
Le 23 février 1962, il fait une communication dans le Journal des savants de l'Académie des inscriptions et belles-lettres, dont il est membre correspondant, pour présenter sa découverte à Glanum d'un nouveau milliaire de l'itinéraire de la Table de Peutinger, au nom de Constantin, fils de Constance,.
Henri Rolland meurt le 4 décembre 1970, il était le doyen des archéologues français.

## Publications

### Généalogie
- Une famille avignonaise, Tulle de Villefranche, 1909
- Généalogie de la famille de Bouliers, 1912
- Armorial Général, supplément à l'œuvre de Jean-Baptiste Rietstap, 6 vol., Éd. G.Saffroy, 1954

### Numismatique
- « Monnaie gallo-grecque inédite », in Courrier Numismatique, no 23,  1931, p. 12-14
- « Les As Nîmois », in Courrier Numismatique, 1931
- Étude numismatique sur le protectorat du Cambodge, 1932
- « Numismatique de Glanum », in Cahiers d'Histoire et d'Archéologie, 3, 1932, p. 162-173.
- Arles, atelier monétaire de la Ligue, 1590-1593, 1934
- « Notes sur la monnaie d'Orange », in Courrier Numismatique, 1934, p. 1 à 15
- « Sur les drachmes lourdes de Massalia », in Provincia, 15, 1935, p. 238-246
- Les Corporations de monnayeurs dans le Midi de la France (XIVe – XVIe siècles), 1938
- « L'Expansion du monnayage de Marseille, dans les pays celto-ligure », in Revue d'Études Ligures, 15, 1949,p. 139-148
- Attributions fantaisistes de quelques monnaies de la Gaule méridionale, 1955
- « Monnaies de la République romaine, trouvées en Gaule », in Actes du 27e et 28e Congrès à Perpignan-Saint-Gilles en 1953 et 1954, Montpellier, Éd. Fédération Historique de Languedoc, 1956, p. 31-50
- « Trouvailles monétaires à Nîmes », in Revue Numismatique, t.18, 1956, p. 240-241
- « Un dépôt monétaire à Glanum », in Revue Numismatique, t.18, 1956, p. 89-99.
- Monnaies des Comtes de Provence, XIIe – XVIe siècles, histoire monétaire, économique et corporative, description raisonnée, Paris, Éd. A.J. Picard, E. Bourgey, 1956, 272p.

### Glanum
- « Notes sur deux stèles découvertes à Glanum », in Bulletin de la Société préhistorique française, vol 32, fasc. 12, 1935, p. 640-649
- « Inscriptions antiques de Glanum (Saint-Rémy-de-Provence) », révision et complément du Corpus Inscriptionum Latinarum, II, 1944, p. 167-223
- « Fouilles de Glanum (Saint-Rémy-de-Provence) », in Gallia, I, 1946
- « Les fouilles de Glanum (Saint-Rémy-de-Provence) de 1945 à 1947 », in Gallia, VI, 1948, p. 141-169
- « Glanum », in Gallia, VIII, 1950, p. 131-132
- « Observations sur les mosaïques de Glanum », in Archivo espanol de arqueologia, Madrid, Éd. Instituto de arqueologia y prehistoria, 1952, 14 p.
- « Fouilles de Glanum (1951-1952). Compte-rendu sommaire », in Gallia XI, 1953, p. 3-17
- Glanum, notice archéologique du IIe siècle av. J.-C. au IIIe siècle de notre ère, Éd. du musée de Saint-Rémy-de-Provence, 1954, 48p.
- « Deux stèles gauloises découvertes à Glanum », in Bulletin de la Société préhistorique française, 1955
- « Un temple à Valétudo à Glanum, déesse romaine de la santé », in Revue Archéologique, fasc. 2, 1955, p. 27-53

### Saint-Blaise
- Fouilles de Saint-Blaise (Bouches-du-Rhône), 1937
- À propos des fouilles de Saint-Blaise, la colonisation préphocéenne, les Étrusques, le domaine de Marseille, 1949
- « Fouilles de Saint-Blaise (Bouches-du-Rhône) », in Gallia, III, 1951
- Fouilles de Saint-Blaise, Bouches-Rhône, fouilles et monuments archéologiques en France métropolitaine, monographie, Paris, Éd. du CNRS, 1951, 290p.
- « Fouilles de Saint-Blaise (1951-1956) », in Gallia, VII, 1956
- Fouilles de Saint-Blaise (1951-1956), monographie, Paris, Éd. du CNRS, 1956, 89p.
- « Délégué pour Basses-Alpes, Glanum et Saint-Blaise », in Gallia, XIV, 1956, p. 240-246

### Divers
- « Dauphin, contribution à son histoire », in Bulletin de la Société scientifique et littéraire des Basses-Alpes, 1933
- En marge de Brantôme, Jean de Saint-Remy, 1936
- Massiliensia : I. Sur l'origine du nom de Massalia ; II. Sur les drachmes lourdes de Massalia…, 1936
- Fouilles d'un habitat préromain à Saint-Rémy-de-Provence, 1937
- Bibliographie d'Émile Espérandieu, avant-propos d'Augustin Fliche, 1937
- « Le Baptistère de Saint-Rémy-de-Provence », in Gallia, I, 1, 1943, p. 207-228
- « Quelques vases du Hallstatt.I à Saint-Rémy-de-Provence, fouilles mineures et informations », in GalliaIV, 1946,p. 316-320.
- L'Atelier royaliste de Tarascon, 1590-1593, 1947
- « Fouilles à Marseille dans le quartier du vieux port, (premiers sondages) », in Gallia, V, 1947, p. 155-160
- « Premières découverts à Sisteron, (Basses-Alpes) », in Gallia, VII, 1949, p. 81-88
- « Nouvelle documentation sur le culte de Roquepertuse », in Revue Études Ligures, t17, nos 3-4, Éd. Bordighera, Institut International d'Études Ligures, 1951, p. 201-208
- Robert Caillet, Un prélat bibliophile et philanthrope, Monseigneur d'Inguimbert, archevêque-évêque de Carpentras, (1683-1757), suivi d'une Étude héraldique et généalogique sur la famille d'Inguimbert par Henri Rolland, Imp. Audin à Lyon, front, 1952, 196p.
- « Délégué pour Basses-Alpes, Saint-Rémy de Provence et Saint-Blaise », in Gallia, XII, 1954, p. 444-452
- « Deux dates de chronologie arlésienne », in Latomus, t.13, no 2, 1954, p. 201-206
- « Villes épiscopales de Provence : Aix, Arles, Fréjus, Marseille et Riez, de l'époque gallo-romaine au Moyen Âge », en collaboration avec Fernand Benoit, Jean Hubert, Paul-Albert Février, Jules Formigé, in Actes du Congrès international d'archéologie chrétienne, Aix-en-Provence, 13-19 septembre 1954, Éd. Klincksieck, 1954, 46 p.
- « Nouveaux sondages à Riez, (Basses-Alpes) », in Gallia, XIV, 1956, p. 55-63

### À trier
- « Un Recueil épigraphique du Chevalier de Gaillard », en collaboration avec Paul Veyne, in Latomus, t.15, 1956, p. 37-56
- Vincent et Henri Rolland, Armorial général illustré, 6 vol., Éd. de la Société de sauvegarde historique de Lyon, Jean-Baptiste Rietstap, 1956
- « L'Influence de la Grèce sur l'architecture dans la Basse-Vallée du Rhône », in Actes du colloque sur les influences hellénistiques en Gaule ; Dijon 29-30 avril et 1er mai 1957, 1958, p. 113-122
- « La Fin de monnayage d'Orange », in Revue Numismatique, 6e série, t.1, 1958, p. 129-131
- « Fouilles de Glanum », in Gallia, XI, 1958
- « Fouilles de Glanum (1956-1957) », in Gallia, XVI, 1958, p. 95-114
- « Informations archéologiques, Circonscription d'Aix-en-Provence(nord) », in Gallia, XVI, 1958, p. 392-412
- introduction à l'article de A. Dumoulin, « Recherches archéologiques dans la région d'Apt (Vaucluse) », in Gallia, X, 1958
- Fouilles de Glanum, 1947-1956, Paris, Éd. du CNRS, 1958, 137p.
- « Bronzes antiques de Seine-Maritime », avec Émile Espérandieu, in Gallia, XIIIVI, 1959, p. 197
- Bronzes antiques de la Seine-Maritime, en collaboration avec Émile Espérandieu et Albert Grenier, Paris, Éd. du CNRS, 1959, 101p.
- Glanum, notice archéologique, 1959, 59p.
- Glanum, notice archéologique, Éd. de Saint-Rémy-de-Provence, Direction des fouilles, 1960
- « Inscription sur bronze de Thoard (Basses-Alpes) », in Gallia, XVIII, 1960, p. 103-109
- « Informations archéologiques, Circonscription d'Aix-en-Provence(nord) », in Gallia, XVIII, 1960, p. 263-285
- « Trouvaille d'Entremont », in Revue Numismatique, t.2, Éd. SI, 1960, p. 37-51
- « Trouvaille Monétaire à Cairanne, (Vaucluse) », in Mémoire de l'Académie de Vaucluse, années 1959-1960, T.7, 1960, p. 19-23
- Glanum ; Saint-Rémy-de-Provence, monographie, en collaboration avec Robert Brichet, Paris, Les Éditions du Temps, 1960, 114p.
- « Monnaies gallo-greco », in Congresso Internazionale di numismatica, du 11 au 16 septembre 1962, Vol.1, Rome, Éd. Istituto Italiano di numismatica, 1961, p. 111-119
- « Informations archéologiques, Circonscription d'Aix-en-Provence(nord) », in Gallia, XX, 1962, p. 655-685
- « Les Niveaux historiques de la Grotte du Lierre à Saint-Geniès-de-Comolas dans le Gard, voisine de la Grotte du Noisetier », en collaboration avec Sylvain Gagnière, Henri Rolland et Jacques Granier, in Provence Historique, T.48,  1962, p. 173-187
- « Chapiteau à figures découvert à Glanum (Saint-Rémy-de-Provence) », in Gallia, XXI, 1963, p. 307-314
- Fouilles de Saint-Blaise, (Ugium-Castelveyre), 1re édition des Amis de Saint-Blaise et de la Provence Grecque, 1963, 23p.
- La stratigraphie de Saint-Blaise, Comptes rendus à l'Académie des inscriptions et belles-lettres, janvier mars 1963-1964, Paris, Éd. C. Klincksieck, 1964, p. 81-89.
- « Informations archéologiques, Circonscription d'Aix-en-Provence(nord) », in Gallia, XXI, 1964, p. 545-568 ; et « Délégué pour le Chantier de Saint-Blaise », p. 569-572
- Les Monuments du haut Moyen Âge, inventaire paléochrétien et préroman de Haute-Provence, en collaboration avec Fernand Benoit, Henri Rolland, Pierre Martel, Guy Barruol et Jean Barruol, Saint-Michel-de-l'Observatoire, Éd. Les Alpes de Lumière, 1964, 94p.
- Glanum, notice archéologique, 1964, 57 p.
- « Bronzes antiques de haute-Provence (Basses-Alpes,Vaucluse) », in Gallia, XVIII, 1965
- Bronzes antiques de Haute-Provence, (Basses-Alpes, Vaucluse), monographie, Paris, Éd. du CNRS, 1965, 211p.
- Glanum, notice archéologique, Éd. Saint-Rémy-de-Provence, 1965
- Notice sur l'Hôtel de Sade; Musée de Saint-Rémy de Provence, Éd. des Amis du vieux Saint-Rémy, 1966, 7p.
- « Sculptures à figures découvertes à Glanum », in Comptes rendus à l'Académie des inscriptions et belles-lettres, janvier-mars 1967, Paris, Éd. C. Klincksieck, 1967, p. 111-119
- Fouilles de Saint-Blaise, (Ugium - Castelveyre), 2e édition par les Amis de Saint-Blaise et de la Provence Grecque,  1967
- Glanum, notice archéologique, Éd. Saint-Rémy-de-Provence, 1967
- « Nouvelles fouilles du sanctuaire des Glaniques », in Revue d'études ligures, 34, fasc.1-3, 1968, p. 7 à 34
- « Temple à double celle à Glanum », in Revue archéologique narbonnaise, 1, fasc.1, 1968, p. 93 à 99
- « Le Mausolée de Glanum (Saint-Rémy-de-Provence) », in Gallia, XXI, 1969
- Glanum, notice archéologique : IIe siècle av. J.-C. au IIIe siècle de notre ère, 1re édition, Direction des fouilles, 1969, 56p. ; réédition en 1971
- Le Mausolée de Glanum, monographie, Éd. du CNRS, 1969, 97p.
- Le Mausolée de Glanum, en collaboration avec J. Bruchet, Parisd, Éd. du CNRS,  1969, 99p.
- Armorial Général Illustré, par Henri Rolland, Jean-Baptiste Rietstap, supplément 3 vol., Londres, Éd. Heraldry today, 1969
- « Deux dépôts de monnaies massaliotes », in Revue Numismatique, Tome 12, Éd. SI, 1970, p. 105-115
- Fouilles de Saint-Blaise, (Ugium-Castelveyre), notice archéologique, préface d'Étienne Arvanitis, Martigues, 1970, 32p.
- L'Arc de Glanum, Saint-Rémy-de-Provence, monographie, en collaboration avec J. Bruchet, Paul-Marie Duval, Paris, Éd. du CNRS, 1977, 72p.  (ISBN 222201994X)
- « Ollioules : La Courtine », en collaboration, in Gallia, t. 2, 1989, p. 279-283
- « Ollioules : La Courtine », en collaboration, in Gallia, Vol. 1 et 2, 1991, p. 232-233
- « Monnaies gallo-grecques », in Numismatica greca, [date ?], p. 111-119[5]

## Distinctions

### Récompense
- 1957 : prix de la Fondation Carrière, décerné par l'Académie des inscriptions et belles-lettres pour son ouvrage La Monnaie des Comtes de Provence aux XIIe – XVe siècles, histoire monétaire, économique et comparative, Description raisonnée ;

### Hommages
- Une salle de concert porte son nom à Aix-en-Provence ;
- Une rue porte aussi son nom à Villeurbanne dans le quartier du Tonkin.